# VETAMIN D
VETAMIN D ist ein vor allem in der Tierneurologie verwendetes Akronym zur Einteilung von Krankheiten in acht ätiologische Gruppen. Das Akronym entstand in Anlehnung an Veterinär und Vitamin D. Man unterscheidet Vaskuläre Erkrankungen, Entzündungen, Traumatische Erkrankungen, Anomalien, Metabolisch-toxische Erkrankungen, Idiopathische Erkrankungen, Neoplasien und Degenerative Erkrankungen. Prinzipiell ist das Akronym auch bei anderen Organkrankheiten anwendbar.
Aus der großen Vielzahl der neurologischen Erkrankungen sollen in Folge nur die häufigeren dargestellt werden.

## Vaskuläre Erkrankungen
Vaskuläre Erkrankungen (lat. vas = Blutgefäß) sind alle durch Gefäßkrankheiten wie Fehlbildungen von Gefäßen, Blutungen, Infarkte oder Ischämien verursachten neurologischen Erkrankungen. Sie sind bei Tieren, mit Ausnahme von Infarkten des Rückenmarks, relativ selten.
| Häufigere vaskulär bedingte neurologische Erkrankungen bei Haustieren |             |                                                        |
| Krankheit                                                             | Vorkommen   | Bemerkungen                                            |
| Ischämische Myopathie                                                 | v. a. Katze | Thrombose der Aorta mit Paraplegie der Hintergliedmaße |
| Fibrokartilaginöse Embolie                                            | v. a. Hund  | Infarkt des Rückenmarks durch Bandscheibenmaterial     |

## Entzündungen
Entzündungen mit neurologischen Krankheitsbildern können entweder durch infektiöse (durch Prionen, Viren, Bakterien, Pilze, Protozoen, Parasiten) oder durch krankhafte immunologische Vorgänge hervorgerufen werden. Einige von ihnen sind durch konsequente Tierseuchenbekämpfung und/oder Impfungen mittlerweile in Europa selten, z. B. Tollwut, Klassische Schweinepest. Einige Erkrankungen betreffen nicht spezifisch das Nervensystem (z. B. Feline infektiöse Peritonitis, Katzenseuche), haben aber eine sogenannte „nervöse Form“.
| Häufigere entzündlich bedingte neurologische Erkrankungen bei Haustieren |                                    | |
| Krankheit                                                                | Vorkommen                          | Bemerkungen |
| Prionen- und Virusbedingte neurologische Erkrankungen                    |                                    | |
| Tollwut                                                                  | alle Haustiere                     | Zoonose, anzeigepflichtig, Impfung v. a. bei Hund und Katze |
| Aujeszkysche Krankheit                                                   | alle Haustiere, Hauptwirt Schweine | |
| Staupe                                                                   | Hund                               | Impfung möglich |
| Panleukopenie                                                            | Katze                              | Syn.: Katzenseuche, Impfung möglich |
| Feline infektiöse Peritonitis                                            | Katze                              | |
| EHV-1 Infektion                                                          | Pferd                              | nervöse Form (Paralytisches Syndrom) selten |
| Borna-Krankheit                                                          | Pferd, Schaf                       | |
| BSE                                                                      | Rind                               | anzeigepflichtig, Transmissible spongiforme Enzephalopathie |
| Scrapie (Traberkrankheit)                                                | Schaf                              | anzeigepflichtig, Transmissible spongiforme Enzephalopathie |
| Maedi-Visna                                                              | Schaf                              | Visna ist die zentralnervöse Form dieser Viruserkrankung |
| Caprine Arthritis-Enzephalitis                                           | Ziege                              | |
| Klassische Schweinepest                                                  | Schwein                            | anzeigepflichtig |
| Ansteckende Schweinelähmung                                              | Schwein                            | anzeigepflichtig, Syn.: Teschener Krankheit |
| Bakterielle Erkrankungen                                                 |                                    | |
| Tetanus                                                                  | v. a. Pferd                        | Zoonose, Impfung möglich (streng genommen keine Entzündung, sondern durch das Tetanospasmin hervorgerufene Intoxikation des ZNS)                                                          |
| Botulismus                                                               | alle Tierarten                     | Toxin-bedingte Erkrankung (streng genommen keine wirklich entzündlich bedingte, sondern durch das durch Clostridium botulinum gebildete Botulinumtoxin hervorgerufene Erkrankung des ZNS) |
| Meningitis                                                               | alle Tierarten                     | verschiedene Erreger (unter anderen Borrelia burgdorferi) |
| Listeriose                                                               | v. a. Schaf                        | Zoonose |
| Protozoäre Erkrankungen                                                  |                                    | |
| Encephalitozoonose                                                       | vor allem Kaninchen                | Erreger: Encephalitozoon cuniculi, Zoonose |
| Neosporose                                                               | Hauptwirt Hund                     | Erreger: Neospora caninum, bei Rindern Aborte |
| Parasitäre Erkrankungen                                                  |                                    | |
| Strongylose                                                              | Pferd                              | Pferdepalisadenwurm (Strongylus vulgaris) |
| Parelaphostrongylose                                                     | Schaf, Ziege                       | Parelaphostrongylus tenuis |
| Coenurose                                                                | Schaf                              | Coenurus cerebralis, die Finne des Quesenbandwurms |
| Sonstige Entzündungen                                                    |                                    | |
| Myasthenia gravis                                                        | v. a. Hund                         | Autoimmunerkrankung |
| Kaumuskelmyositis                                                        | Hund                               | Autoimmunerkrankung der Kaumuskulatur |
| Granulomatöse Meningoenzephalitis                                        | Hund                               | v. a. ältere Hunde, vorwiegend Stammhirn betroffen |
| Meningitis-Arteriitis des Hundes                                         | Hund                               | Ursache unbekannt |

## Traumatische Erkrankungen
Hier werden alle neurologischen Erkrankungen durch mechanische Einflüsse (Trauma) eingeordnet, die eine direkte oder indirekte (z. B. traumatisch bedingte Blutung, Bandscheibenvorfall) Schädigung hervorrufen. Die Erkrankungen treten meist akut nach Einwirkung von außen wirkender Kräfte (Verkehrsunfall, Stürze) auf.
| Häufigere traumatisch bedingte neurologische Erkrankungen bei Haustieren |                   |                                                                                     |
| Krankheit                                                                | Vorkommen         | Bemerkungen                                                                         |
| Schädel-Hirn-Trauma                                                      | v. a. Hund, Katze | Gehirnerschütterung, Gehirnprellung, Gehirnquetschung                               |
| Rückenmark-Trauma                                                        | v. a. Hund, Katze |                                                                                     |
| Plexus-brachialis-Abriss                                                 | v. a. Hund, Katze |                                                                                     |
| Nervenquetschung                                                         | alle Tierarten    | v. a. Fazialislähmung, Radialislähmung, Supraskapularislähmung, Obturatoriuslähmung |

## Anomalien
Durch Anomalien, also Fehlbildungen vor der Geburt, können neurologische Erkrankungen infolge genetischer Defekte oder durch intrauterine Infektionen der Feten, die zu Missbildungen führen, auftreten.
| Häufigere durch Anomalien bedingte neurologische Erkrankungen bei Haustieren |                          |                                                          |
| Krankheit                                                                    | Vorkommen                | Bemerkungen                                              |
| Taubheit                                                                     | v. a. Hund               | bei bestimmten Rassen gehäuft                            |
| Kongenitales Vestibularsyndrom                                               | Hund, Katze              |                                                          |
| Hydrocephalus                                                                | v. a. Hund, Katze, Pferd |                                                          |
| Atlanto-axiale Subluxation                                                   | Hund                     | Fehlbildung des unteren Kopfgelenks, v. a. kleine Rassen |
| Infektionen                                                                  | v. a. Wiederkäuer        | Blauzungenkrankheit, BVD, Border Disease                 |

## Metabolisch-toxische Erkrankungen
Metabolisch-toxisch bedingte Erkrankungen werden durch Stoffwechselstörungen, endokrine Störungen (Über- oder Unterproduktion von Hormonen), Mangel an Nährstoffen, Vitaminen und Spurenelementen hervorgerufen.
| Häufigere Metabolisch-toxisch bedingte neurologische Erkrankungen bei Haustieren | | |
| Krankheit                                                                        | Vorkommen | Bemerkungen |
| Hepatoenzephalopathie                                                            | v. a. Hund | durch portosystemischen Shunt, beschrieben auch bei älteren Hunden mit chronischen Lebererkrankungen                                                          |
| Hypothyreose                                                                     | v. a. Hund | Beim Hund sind u. a. Gehirnnervenerkrankungen, Krampfanfallsleiden und Paresen anderer peripherer Nerven mit einer Hypothyreose in Verbindung gebracht worden |
| Thiaminmangel-Enzephalopathien                                                   | Katze (Thiaminmangel-Enzephalopathie der Katze) Wiederkäuer (Zerebrokortikalnekrose) Pelztiere (Chastek-Paralyse) | |
| Polioencephalomalazie                                                            | | |
| Metabolische Enzephalopathie                                                     | | |
| Kreuzverschlag                                                                   | Pferd | Syn. paralytische Myoglobinurie, Lumbago |
| Enzootische Ataxie                                                               | Schaf, Ziege | Kupfer-Mangel |
| Ketose                                                                           | Rind, Schaf | |

## Idiopathische Erkrankungen
Als idiopathische Erkrankungen werden Funktionsstörungen ohne erkennbare Ursache bezeichnet.
| Häufigere idiopathische neurologische Erkrankungen bei Haustieren |                           |                                                                                                   |
| Krankheit                                                         | Vorkommen                 | Bemerkungen                                                                                       |
| Fazialislähmung                                                   | v. a. Hund, Katze         | eine Lähmung des Nervus facialis kann auch traumatisch, entzündlich oder metabolisch bedingt sein |
| Polymyositis                                                      | v. a. Hund, Katze         |                                                                                                   |
| Epilepsie                                                         | v. a. Hund, Katze, Araber |                                                                                                   |
| Kehlkopfpfeifen                                                   | v. a. Pferd               | Halbseitige Lähmung des Kehlkopfs durch Schädigung des Nervus laryngeus recurrens                 |
| Vestibularsyndrom                                                 | Hund, Katze, Pferd        | Störung des Gleichgewichtsorgans                                                                  |

## Neoplasien
In diesen Komplex werden Neubildungen (Neoplasie), also alle Tumorerkrankungen eingeordnet. Dies können Tumoren der Nervenzellen sein, wobei bei Tieren nahezu ausnahmslos Tumore der Gliazellen (Gliome) vorkommen. Eine zweite Gruppe sind Tumoren, die von mesenchymalen Geweben ausgehen.
| Häufigere neoplastisch-neurologische Erkrankungen bei Haustieren |                                | |
| Krankheit                                                        | Vorkommen                      | Bemerkungen |
| Schwannom-Neurofibrom                                            | v. a. Hund, Katze              | |
| Paraneoplastische Neuropathie                                    | Hund                           | |
| Chondrosarkom                                                    | v. a. Hund, Katze              | v. a. Chondrosarkome des Felsenbeins                                                                            |
| Plexuspapillom                                                   | Rind, Hund                     | Papillom des Plexus chorioideus                                                                                 |
| Malignes Lymphom der Katze                                       | v. a. Katze                    | bei Lokalisation im Epiduralraum, virusbedingt                                                                  |
| Retikulose                                                       |                                | |
| Hypophysentumor                                                  |                                | |
| Meningiom                                                        | Hund, Katze                    | häufigster diagnostizierter Gehirntumor der geriatrischen Katze, häufigster extraaxialer Gehirntumor des Hundes |
| Gliome                                                           | v. a. beim Hund diagnostiziert | hierzu zählen u. a. Astrozytome und Oligodendrogliome                                                           |

## Degenerative Erkrankungen
Degenerative Erkrankungen sind bei Tieren meist durch Abnutzungserscheinungen der Bandscheiben bzw. der Wirbelsäule bedingt, die sekundär zu Rückenmarksschädigungen führen.
| Häufigere degenerative neurologische Erkrankungen bei Haustieren |             |                                                                         |
| Krankheit                                                        | Vorkommen   | Bemerkungen                                                             |
| Bandscheibenvorfall                                              | v. a. Hund  | Prädisposition einiger Rassen durch Knorpelgewebsschwäche (Dackellähme) |
| Degenerative lumbosakrale Stenose                                | v. a. Hund  | „Cauda-equina-Syndrom“                                                  |
| Degenerative Myelopathien                                        | v. a. Hund  | nur die der älteren Hunde sind relativ häufig                           |
| Wobbler-Syndrom                                                  | Hund, Pferd | kann auch durch Anomalie oder Ernährungsstörung verursacht sein         |